# Cherubino
Cherubino ist ein männlicher Vorname sowie ein Familienname.

## Herkunft und Bedeutung
Cherubino ist das italienische Wort für Cherub. Der Name ist abgeleitet vom hebräischen „kerubim“ („der betet“). Im Kirchenlatein als Cherubinus adaptiert. Die Mehrzahl lautet Cherubini.

## Bekannte Namensträger

### Vorname
- Cherubino Alberti (1553–1615), italienischer Kupferstecher und Maler
- Cherubino Bonsignori (15. Jhd–16. Jhd.), italienischer Maler
- Cherubino Busatti (auch Busatus, gest. vor 1644), italienischer Komponist und Organist
- Cherubino Caietano (gest. 1544), italienischer Bischof
- Cherubino Comini (1913–), italienischer Fußballspieler
- Cherubino Cornienti (1816–1860), italienischer Kunstmaler
- Cherubino Ghirardacci (1519–1598), italienischer Historiker
- Cherubino Patà (1827–1899), Schweizer Landschafts- und Porträtmaler
- Cherubino Staldi (1911–2002), italienischer Schachspieler

### Familienname
- Pier Luigi Cherubino (* 1971), italienisch-spanischer Fußballspieler
- Salvatore Cherubino (1885–1970), italienischer Mathematiker

### Fiktive Figuren
- eine Figur aus Wolfgang Amadeus Mozarts Oper Le nozze di Figaro
- eine Figur aus John Coriglianos Oper The Ghosts of Versailles